# Gemilut Hasadim
 (mai 2020).

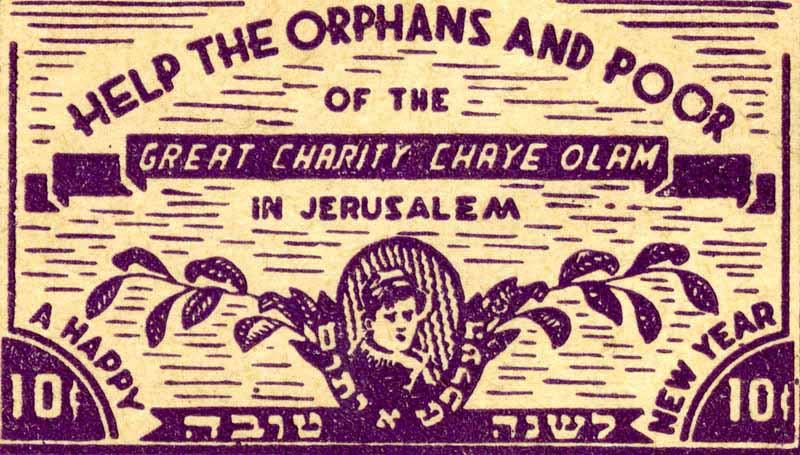
Un des aspects de la notion de Gemilut Hassadim : Timbre-vignette au bénéfice des orphelins et des nécessiteux de Charity Chaye Olamà Jérusalem, années 1940.

Gemilut Hasadim (en hébreu : גמילות חסדים) (de gamol « accomplir, payer » et de hesed « générosité, bonté, grâce… ») signifie littéralement « bonté de cœur », et représente l'ensemble des bonnes actions juives (mitzvot). C'est une valeur sociale fondamentale dans la vie quotidienne des Juifs.